# Zollbahnhof Homburg (Saar) West
Der ehemalige Zollbahnhof Homburg (Saar) West  ist ein 50 ha großes Gebiet in der Gemarkung des Kirkeler Ortsteils Altstadt nördlich der Landstraße 119 (ehemalige B 40) zwischen dem Kirkeler Ortsteil Limbach und Homburg. Neben einem Gleisbaubetrieb und Lagerplätzen für Material zum Bau und Erhalt des Bahnkörpers sind weite Teile brachgefallen und bilden ein ökologisch hochwertiges Biotop, das 2004 im Landesentwicklungsplan Umwelt des Saarlandes den Status Vorranggebiet für Naturschutz erhalten hat. Gleichwohl handelt es sich nach wie vor um gewidmetes Bahnbetriebsgelände.
Den Stellenwert des Vorranggebietes für Naturschutz hat das Areal dem Protest von Einwohnern des nahen Ortes Altstadt zu verdanken. Diese hatten zusammen mit Kommunalpolitikern gegen eine geplante Kohlehalde protestiert, die die Saarbergwerke AG Mitte der 1980er Jahre auf dem Areal anlegen wollte. Durch dieses Vorhaben wurden Biologen und andere Wissenschaftler aktiviert, die in verschiedenen Gutachten mit unterschiedlichen Perspektiven die Ausnahmestellung des Geländes als größtes Trockenrasengebiet im Südwesten nachwiesen. Auch die Deutsche Bahn AG verwarf ihren Plan, ihre Trasse für Hochgeschwindigkeitszüge diagonal durch den Zollbahnhof zu führen.

## Vorgeschichte
Das Gelände wurde nur knapp 30 Jahre von der Eisenbahn genutzt. Ursprünglich befand sich an dieser Stelle ein größerer See, der sogenannte „Schwarze Woog“, der bereits mit Datum vom 29. April 1434 urkundlich erwähnt wurde. Johann, Graf zu Hohenburg und Herr zu der Felß gibt „aus sonderlicher Liebe und Gunst“ den Wörschweiler Klosterbrüdern „den halben Schwarzwag als Eigengut zu genießen“. Und weiter heißt es in der Schenkungsurkunde, den Zisterziensern gehöre die Hälfte der Fische, Krebse und Frösche im Schwarzen Woog.
1808 gingen die Bauern als Landeigentümer gegen Napoleon auf die Barrikaden. Dieser ließ den Weiher trockenlegen, um die „Kaiserstraße“ von Metz nach Mainz ohne Hindernisse schnurgerade durch das Gebiet des ehemaligen Gewässers legen zu können. Die Bevölkerung lebte von dem See, doch sie arrangierten sich. Bereits nach wenigen Jahren hatten die Bauern hochwertige Ackerflächen auf dem ehemaligen Seegrund. Noch heute heißt der dieses Gebiet zur Blies hin entwässernde Wasserlauf „Schwarzweihergraben“.

## Geschichte
Nach den Bestimmungen des Versailler Vertrages von 1919 wurden ab 1925 zwischen dem Saargebiet und dem Deutschen Reich Zollschranken errichtet. Die Bahnstrecke Mannheim–Saarbrücken kreuzte zwischen Eichelscheid und Vogelbach die Grenze, deshalb wurde bei Altstadt der Zollbahnhof zur Zollabfertigung von Gütern errichtet. Ebenso wurden Zufahrtsgleise in Richtung Neunkirchen und Zweibrücken errichtet. Der gute Ackerboden sollte auf keinen Fall geopfert werden. Doch die Proteste waren erneut erfolglos. Hochofenschlacke der Eisenverarbeitung und Abraum aus den Kohlegruben wurde herbeigeschafft, um dem weichen Grund Halt zu geben. Am westlichen Rand musste ein Einschnitt gesprengt werden, um die Gleise der Haupteisenbahntrasse wieder zuführen zu können. Dieses Material fand ebenfalls zum Auffüllen Verwendung. Damals wurde an der Hauptstrecke nach Homburg auch ein Personenbahnhof angelegt, der die Bezeichnung Homburg West trug. Dieser wurde hauptsächlich von den Beschäftigten des Zollbahnhofs und des Gleislagers sowie den Anwohnern der nahe gelegenen Ortschaften Beeden und Altstadt genutzt. Er wurde in den 1960er Jahren geschlossen. 
Das Arbeiter- und Bauerndorf Altstadt war lange kommunistisch geprägt; Kommunisten stellten im Gemeinderat die Mehrheit. Zur Zeit der Nazidiktatur gewährten der Kommunist und Bahnbedienstete Eduard Buschlinger und dessen Frau Carola zwischen 1933 und 1935 politischen Flüchtlingen Unterschlupf, die über den Zollbahnhof eingeschleust wurden. Auch Wagenladungen voll antifaschistischer Propaganda wurden mit Güterzügen, die über den Zollbahnhof abgefertigt wurden, ins Reich eingeschmuggelt.
Seit der Angliederung des Saargebietes ans Reich 1935 hatte der Zollbahnhof seine Aufgabe verloren und wurde von da an als Verschiebebahnhof von Truppen und Material benutzt. Während des Krieges wurde er so auch immer häufiger Angriffsziel alliierter Flugzeuge.

## Zollbahnhof heute

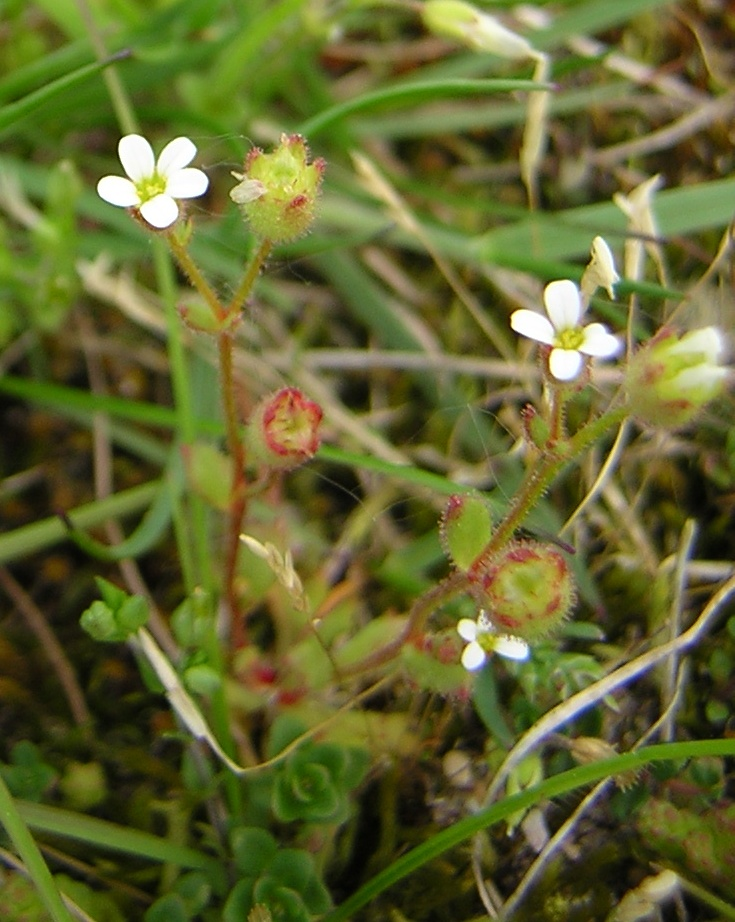
Dreifinger-Steinbrech

Wie oben beschrieben, wurde und wird ein Teilbereich industriell genutzt. Bereits seit der sukzessiven Aufgabe der Anlagen seit Beginn der 1950er Jahre konnten sich Flora und Fauna weitgehend ungestört entwickeln. Die besondere Ausstattung des Areals und der Verbund ganz unterschiedlicher Biotoptypen mit zum Teil extremen Standortbedingungen (Hitze, Trockenheit) boten für zahlreiche seltene Tier- und Pflanzenarten Lebensräume. Auf dem Areal befanden sich bis zum Beginn der industriellen Nutzung 2005 die größten zusammenhängenden Trockenrasenfluren des Saarlandes, das Vorkommen der Mauereidechse (Podarcis muralis) galt als die größte Population in Südwestdeutschland.
Nachgewiesen wurden mindestens 69 verschiedene Vogelarten, darunter Nachtigall, Orpheusspötter, Neuntöter, Wiedehopf, Schwarzmilan und temporär Rotkopfwürger. Diese Vielzahl seltener Arten machte das Gelände unter Ornithologen zu einem überregional bekannten  Beobachtungsgebiet. Auch zahlreiche, vom Aussterben bedrohte Pflanzenarten wurden nachgewiesen: Dreifinger-Steinbrech (Saxifraga tridactylites), Bauernsenf (Teesdalia nudicaulis), Feld-Beifuß (Artemisia vulgaris), Mauer-Hungerblümchen und Hunds-Braunwurz (Scrophularia canina). In mehreren wissenschaftlichen Gutachten wurden außerdem u. a. die Bestände von Schmetterlingen, Heuschrecken und Wanzen untersucht. Die besondere biologische Ausstattung des Zollbahnhofes und seine Bedeutung für die Erhaltung der Artenvielfalt wurde auch in einem groß angelegten Gutachten bestätigt, das die Deutsche Bahn AG veranlasst hatte.
Die  Aufgaben als Zollbahnhof, später Verschiebebahnhof, waren spätestens mit dem 6. Juli 1959, dem sog. Tag X (Wirtschaftliche Eingliederung des Saarlandes als zehntes Bundesland der Bundesrepublik Deutschland) obsolet. Fortan etablierte sich der „Gleisbauhof Homburg“ als Organisationseinheit der Deutschen Bundesbahn (DB) bzw. der Deutschen Bahn (DB AG). Bis heute wurden und werden hier von Organisationseinheiten der DB bzw. des DB-Konzern u. a. DB-Netz AG, DB-Bahnbau GmbH, DGT-Deutsche Gleis- und Tiefbau GmbH Dienstleistungen zur Erhaltung der Schieneninfrastruktur im Saarland und der Westpfalz erbracht.
Heute wie früher bedient(e) sich die DB Netz AG im Rahmen ihrer Aufgaben als Eisenbahninfrastrukturunternehmen auch spezialisierter, privater Unternehmen. Bis zum Beginn der 90-Jahre war dies z. B. die Fa. Gerlach (Thyssen-Konzern), die auf dem Gelände ein Schienenschweißwerk betrieb. Aktuell nimmt das Eisenbahnverkehrsunternehmen Bahnlog GmbH Aufgaben im Zuge der Schotterverkehre, -aufbereitung und Baustellenlogistik wahr. Die industrielle Nutzung des Zollbahnhofes und die Ansiedlung der Fa. BahnLog 2005 fanden unter der Hypothese statt, dass der Zollbahnhof für eisenbahnbetriebliche Zwecke planfestgestellt sei. Allerdings wurde ein formelles Planfeststellungsverfahren nie durchgeführt. Ein von der Fa. BahnLog bestelltes und bezahltes, juristisches Gutachten hatte 2005 die Zielsetzung, die Priorität der industriellen Aktivitäten vor der Festlegung als „Vorranggebiet für Naturschutz“ nachzuweisen. Die Planfeststellung für eisenbahnbetriebliche Zwecke als vorhanden angenommen, bedeutet, dass auf dem Areal ausschließlich so genannte „bahnaffine“ Aktivitäten stattfinden dürfen. Gleichwohl wird darüber hinaus auch Handel mit Privat- und Geschäftskunden betrieben. So wird Schotter an Privatkunden verkauft, die inzwischen ebenfalls auf dem Areal angesiedelte „Oberrhein Handels Union“ (OHU) Iffezheim bietet „frei Haus“ u. a. Sand, Kies und Mutterboden an. Aufsicht und Planungshoheit obliegen dem Eisenbahn-Bundesamt (EBA), wobei über die Zuständigkeiten anderer Behörden Unklarheiten bestehen.
Gegen die Aktivitäten auf dem Zollbahnhof hat sich Anfang November 2008 eine Bürgerinitiative gebildet: Die „Bürgerinitiative Betroffene der Aktivitäten Zollbahnhof“ (BIBAZ), in der sich Bürger der umliegenden Ortschaften Altstadt, Lappentascherhof, Beeden und Limbach zusammengeschlossen haben, wendet sich vor allem gegen die von dem Industriebetrieb ausgehenden Staub-, Lärm- und Abwasseremissionen. Die Umweltverbände Naturschutzbund (NABU) und Bund für Umwelt- und Naturschutz Deutschland (BUND) kritisieren außerdem die großflächige Zerstörung von Biotopen und die damit  einhergehende Vernichtung der seltenen Tier- und Pflanzenarten.
Ende der 1980er Jahre traten zum ersten Mal Verschmutzungen im Grundwasser auf, die offensichtlich aus dem Bereich des Zollbahnhofes kamen: In einer Reihe von Brunnen, die zum nahe gelegenen Wasserwerk „Beeden“ in Altstadt gehören, wurde das Herbizid Bromazil nachgewiesen, die zulässigen Grenzwerte waren um ein Vielfaches überschritten. Nach jahrelangen Recherchen konnte ein kleines Areal ausfindig gemacht werden, auf dem zuvor über längere Zeit die Unkrautvernichtungszüge der Bahn gereinigt worden waren. Die Sanierung dieses Gebietes war im Jahr 2008 nicht abgeschlossen, zum damaligen Zeitpunkt fand sich noch Unkrautvernichtungsmittel im Grundwasser.